# Аблай-тайши
Аблай (встречающиеся в литературе варианты написания имени: Абдулай, Абла, Абулай, Обла, Облай; ум. 1674) — крупный ойратский тайши, второй сын хошутского тайши Байбагаса, сводный брат и соперник Очирту-Цецен-хана.

## Биография
Был женат на дочери своего дяди, первого джунгарского хунтайджи Эрдэни-Батура (1635—1653), сторонником которого был. Под его влиянием начал заниматься в своих владениях земледелием и основал ламаистский монастырь на реке Бешка — Аблайкит.
В 1643—1644 годах Аблай-тайши вместе с Эрдэни-Батуром участвовал в военном походе против казахов.
Аблай-тайши вёл многолетнюю борьбу со своим братом Очирту-Цецен-ханом за раздел отцовского наследства: аратов, пастбища и скот. В 1661 году между обоими братьями началась настоящая война, и только вмешательство матери Аблая примирило их. Очирту вернул брату захваченные владения и пленных.
После смерти хунтайджи Эрдэни-Батура началась борьба за престол между его сыновьями. Аблай-тайши перешёл на сторону старших братьев нового хунтайджи Сенге, а его брат Очирту-Цецен-хан поддержал последнего.
В 1640-х годах хошутский тайши Аблай установил торговые и посольские отношения с русскими городами в Сибири и Москвой. Особенно эти связи оживились после присоединения к улусам Аблая соседних владений его мачехи Гунджи (ум. 1653), матери Очирту-Цецен-хана, поскольку через её владения в сибирские города приходили торговые караваны бухарских купцов. Выполняя обещание, данное Гунджи царю Алексею Михайловичу, Аблай пропускал в Китай через свою территорию московского посольства и русских купцов. Согласно сообщению посла А. Ирки-муллы в приказе Казанского дворца, сделанному им 26 февраля 1662 года 
«х Китайскому государству все знают — ехать к Аблаю-тайше: до Китая от Аблая 2 месяца ехать, а только с Москвы ехать на Тоболеск, а с Яика к Абле-тайше, что езды будет — с месяц, а ехать всё степью, а бухары далеко… И будет послы государевы поедут к Облаю- тайше, а от Облая х Китайскому царству, и он-де служить государю рад».
В 1660 году по просьбе Аблая ему был отправлен панцирь казацкого атамана Ермака, которому в Сибири приписывали магические свойства: 
«чудотворение, болезненным — исцеление, на войне и на промыслах — удача»
и потому многие ойратские тайши добивались его получения. Однако панцирь Аблаю так и не достался, и в 1668 году он вновь просил разыскать его. В 1670 году этого же добивался его сын Цаган-тайши, но панцирь так и не нашли.
В 1669 году или в 1671 Аблай потерпел поражение в борьбе со своим братом Очирту Цецен-ханом за улус его матери и вынужден был отступить из Джунгарии в кочевья волжских калмыков. Аблай прибыл к своему дяде Кундулен-Убаши, кочевавшему на левом берегу реки Яика. В Приуралье Аблай захватил улус дербетского тайши Даяна-Омбо (сына Далай-Батыра), затем подчинил себе улусы Дайчина и стал зимовать на Яике. Очирту-Цецен-хан выступил в поход против Кундулен-Убаши и его сына Доржи. Кендулен-Убаши и Дайчин (дед Аюки) были взяты в плен, лишены своих улусов и отправлены в Тибет.
Главный калмыцкий тайши Аюка начал борьбу с хошутским тайшой Аблаем. Аюка примирился с мятежными тайшами Дугаром и Боком, а также обратился за помощью к русскому правительству. По сообщению В. М. Бакунина, Аюка восстановил мирные, дружественные отношения с новым правителем Джунгарии Цэван-Рабданом.
В 1671 году при поддержке русских воевод калмыцкий тайши Аюка предпринял поход в Приуралье против Аблая. В сражении Аблай-тайши потерпел поражение, был взят в плен и отправлен в качестве пленника в Москву, где скончался в 1674 году. Аюка вернул под свою власть калмыцкие кочевья, которые ранее Аблай отнял у его деда — Дайчина. По данным Ю. Лыткина, Аюка одержал победу над Аблаем благодаря поддержке и помощи своих двоюродных братьев Дугара, Назара и дербетского тайши Солом-Церена.
Н. Н. Пальмов выдвигает версию о том, что Аблай погиб в бою, а Г. Ф. Миллер сообщает, будто он был отправлен в Астрахань:
«где, сидя в тюрьме городовой стене в башне, умер».